# Belägringen av Jerusalem (587 f.Kr.)
Belägringen av Jerusalem 587 f.Kr. var slutskedet på det Judisk-Babyloniska kriget då kung Sidkia av Juda rike gjorde uppror mot kung Nebukadnessar II. Belägringen påbörjades 589 f.Kr. och varade tills sommaren 587 f.Kr.

## Bakgrund
Efter att ha besegrat Juda och intagit Jerusalem 597 f.Kr. beslutade sig Nebukadnessar II för att placera Sidkia på Juda's tron. Sidkia var bror och farbror till de två tidigare kungarna Jojakim och Jojakin. Han var 21 år gammal när han blev kung av Juda och han hade inga planer på att förbli vasall till det babyloniska imperiet. 589 f.Kr. hade han byggt upp Juda's armé igen och han bildade dessutom en allians med farao Apries av Egypten. Sidkia förklarade sedan sitt rike som självständigt och förberedde sig för det kommande babyloniska anfallet. 
Nebukadnessar II drog snabbt in i Juda och var snart vid Jerusalem än en gång som han nu belägrade.

## Belägringen
Belägringen pågick i mellan 18 och 30 månader och situationen inne i Jerusalem blev desperat. Svälten var till slut så stor att invånarna tvingades till kannibalism för att överleva. Till slut lyckades Nebukadnessars armé bryta sig igenom murarna till staden och den föll i en hastig men blodig strid. Sidkia lyckades fly från Jerusalem med sin familj och resterna av Juda's armé men Nebukadnessar satte efter dem och vid fälten utanför Jeriko gjorde den judiska armén sin sista strid då de besegrades av babyloniska styrkor. Sidkia och hans söner togs tillfånga och de fördes till Riblah där Sidkia tvingades bevittna sina söners avrättning. Hans ögon stacks sedan ut och han fördes bunden till Babylon där han spenderade resten av sitt liv som fånge. 

## Efterspel
Nebukadnessar II ansåg sig färdig med Juda och deras upproriskhet och han lämnade staden i sin främste befälhavare Nebuzaraddan händer för att avgöra dess öde. Nebuzaraddan lät bränna Jerusalems tempel och han rev ned dess stadsmur. Han lät sedan plundra staden på allt av värde och förde sedan bort större delen av stadens befolkning i fångenskap. Endast ett fåtal tilläts stanna för att bruka jorden. Det sista beslutet han gjorde innan han återvände till Babylon 586 f.Kr. var att göra Juda till en babylonisk provins kallad Yehud, han tillsatte sedan juden Gedaliah som guvernör. Gedaliah fick även en trupp av Kaldeiska soldater som sitt livgarde. Med Gedaliah som guvernör var situationen i provinsen åter igen lugn och judar som flytt till grannländerna under kriget återvände. Gedaliah mördades dock 582 f.Kr. av tio konspiratörer ledda av Ishmael vilket resulterade i ett mindre uppror där judar som ansågs ha samarbetat med babylonierna och de babylonier som levde i området mördades. Upproret pågick i ungefär två månader innan konspiratörerna och de judar som levde i området bestämde sig för att fly till Egypten då de fruktade den babyloniska responsen på upproret. I Egypten tilläts de bosätta sig i Migdol, Tahpanhes, Memfis och Pathros. 